# Microtropesa intermedia
Microtropesa intermedia är en tvåvingeart som beskrevs av Malloch 1930. Microtropesa intermedia ingår i släktet Microtropesa och familjen parasitflugor. Inga underarter finns listade i Catalogue of Life.